# Nepolíbená (Glee)
Nepolíbená (v anglickém originále Never Been Kissed) je šestá epizoda druhé řady amerického muzikálového seriálu Glee a v celkovém pořadí dvacátá šestá epizoda. Napsal ji Brad Falchuk, režíroval ji Bradley Buecker a poprvé se v televizi objevila 9. listopadu 2010 ve vysílání amerického televizního kanálu Fox. V této epizodě se členové klubu rozdělí na skupiny chlapci proti dívkám kvůli pěvecké soutěži. Šikanování člena sboru Kurt Hummel (Chris Colfer) se stále stupňuje, ale on nachází nového spojence v Blainovi Andersonovi (Darren Criss), hlavním zpěvákovi konkurenčního sboru. Puck (Mark Salling) je propuštěn z nápravného zařízení pro mladistvé a začne se kamarádit s Artiem Abramsem (Kevin McHale). Fotbalová trenérka Shannon Beiste (Dot-Marie Jones) je citově raněná, když zjistí, že si ji někteří studenti představují, když chtějí potlačit své milostné fantazie.
Epizoda začíná příběhový oblouk o šikanování, který je náplní většiny sezóny. Souviselo to s vzrůstajícím počtem sebevražd mladých šikanovaných lidí, kteří údajně přinesli obsazení a tvůrcům dodatečnou inspiraci, aby svou práci dělali co možná nejlépe. Vzniklo šest cover verzí (čtyři ve formě dvou mashupů), všechny byly vydány jako singly a umístily se v hitparádě Billboard Hot 100. Kritici byli méně nadšeni z mashupů než z ostatních vystoupení. Crissova coververze písně „Teenage Dream“ byla obzvláště dobře přijata a stala se první skladbou z Glee, která se umístila na prvním místě v hitparádě Billboard Digital Songs.
Tuto epizodu v den vysílání sledovalo celkem 10,99 milionů amerických diváků. Byla jednou z šesti epizod, které byly předloženy porotcům pro nominaci Glee na cenu Emmy v kategorii nejlepší komediální seriál na 63. ročníku udílení cen Emmy. Herečka Dot Jones získala za svou práci v seriálu nominaci v kategorii nejlepší hostující herečka. Recenzenti pochválili její výkon, ale byli kritičtí k její dějové lince a moc se jim nelíbila zápletka ze šikanováním, ačkoli v zásadě schválili děj okolo Pucka a Artieho.

## Děj epizody
Vedoucí sboru Will Schuester (Matthew Morrison) ohlásí v New Directions druhou pěveckou soutěž chlapci versus dívky. Později na chodbě uvidí třesoucího se Kurta Hummela Chris Colfer- školní tyran Dave Karofsky (Max Adler s ním vrazil do skříněk - a bere Kurta do své kanceláře, aby se zotavil. Kurt kritizuje nečinnost školy zakročit proti homofobní šikaně a také to, že členové sboru zlenivěli. Will se rozhodne změnit pravidla soutěže a řekne týmům, aby si vybrali písně opačného pohlaví. Kurt je novou podmínkou v soutěži nadšen, ale další chlapci nerespektují jeho nápady pro tým. Puck je obzvláště odmítavý a navrhuje, že by měl jít špehovat na Daltonovu akademii do sboru Slavíci (Warblers), jednoho z konkurenčních sborů, se kterým se utkají na regionálním kole. Dívčí tým se rozhodne pro mashup písní „Start Me Up / Livin' on a Prayer“.
Kurt navštěvuje Daltonovu akademii, chlapeckou soukromou školu, a sleduje Slavíky, když vystupují s písní „Teenage Dream“. Spřátelí se s hlavním zpěvákem Blainem Andersonem (Darren Criss), který je také homosexuál a povzbudí Kurta, aby se postavil sám za sebe. Později, když Kurta znovu napadne Karofsky, tak ho Kurt konfrontuje v chlapecké šatně a vyvolá hádku, na jejíž konci ho Karofsky políbí, místnost rychle opouští a zanechá tam šokovaného Kurta. Poté, když o tomto incidentu poví Kurt Blainovi, oba se snaží s Karofskym promluvit o potížích a zmatcích o homosexualitě v jeho pocitech, ale Karofsky odmítá, že se cokoliv stalo a později znovu začne ze šikanováním Kurta.
Puck byl předčasně propuštěn z nápravného zařízení pro mladé pod podmínkou, že bude vykonávat veřejně prospěšnou činnost. Pro svou práci si vybere Artieho Abramse, ochrnutého na vozíčku a společně na školním dvoře si vydělávají jako pouliční muzikanti. Zpívají duet "One Love/People Get Ready", zatímco Puck tajně zastrašuje spolužáky, aby jim dali peníze. Později pomůže Artiemu dát se opět dohromady s Brittany Pierce (Heather Morris), když vytvoří dvojité rande pro ně a sebe se Santanou Lopez (Naya Rivera). Puckův sociální pracovník Joan Martin (Michael Hyatt) věřil, že pracoval, aby rehabilitoval členy gangu a řekne mu, že se bude muset vrátit do nápravného zařízení, dokud nenajde alternativní způsob služeb. Puck přizná Artiemu, že i přes jeho statečnost se do nápravného zažízení nechce vrátit. Artie ho přesvědčí, aby dokončil svoje veřejně prospěšné práce a nabízí mu, že ho bude ve škole doučovat.
Někteří členové sboru New Directions, kteří musí zklidnit své touhy při mazlení se zjistí, že velmi efektivní je představovat si při tom trenérku Shannon Beiste. Když to Shannon zjistí, je velmi dotčená a chce ze školy odejít. Will ji přesvědčí, aby zůstala a přátelsky ji políbí, když mu řekne, že ji ještě předtím nikdo nepolíbil. Poté Will pozve Shannon, aby sledovala vystoupení chlapců s písněmi „Stop! In the Name of Love / Free Your Mind“. Chlapci ji píseň věnují a omluví se jí a ona jim odpouští.

## Seznam písní
- „One Love“ / „People Get Ready“
- „Teenage Dream“
- „Start Me Up“ / „Livin' on a Prayer“
- „Stop! In the Name of Love“ / „Free Your Mind“

## Hrají
| Dianna Agron     | Quinn Fabray          |
| Chris Colfer     | Kurt Hummel           |
| Jane Lynch       | Sue Sylvester         |
| Jayma Mays       | Emma Pillsburry       |
| Kevin McHale     | Artie Abrams          |
| Lea Michele      | Rachel Berry          |
| Cory Monteith    | Finn Hudson           |
| Heather Morris   | Brittany Pierce       |
| Matthew Morrison | William Schuester     |
| Mike O'Malley    | Burt Hummel           |
| Amber Riley      | Mercedes Jones        |
| Naya Rivera      | Santana Lopez         |
| Mark Salling     | Noah „Puck“ Puckerman |
| Jenna Ushkowitz  | Tina Cohen-Chang      |